# Венцлов
Венцлов (нім. Wenzlow) — громада в Німеччині, розташована в землі Бранденбург. Входить до складу району Потсдам-Міттельмарк. Складова частина об'єднання громад Цизар.
Площа — 20,37 км2. Населення становить 520 ос. (станом на 31 грудня 2020).